# Barker Bros.
La Barker Bros. était un important détaillant de meubles, d'articles d'ameublement et même d'articles ménagers dans la région de Los Angeles actif de 1880 à 1992.

## Histoire

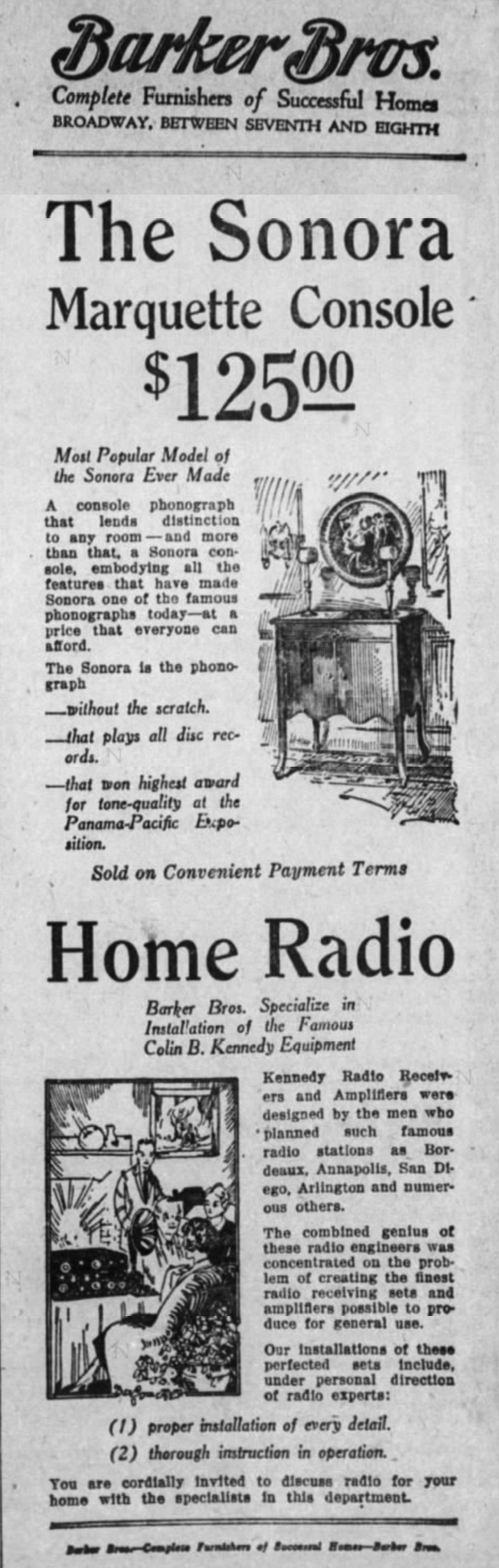
Publicité de 1923 pour des phonographes et radios chez Barker Bros.

Obadiah Truax Barker possédait des magasins de rembourrage et de matelas à Cincinnati, Ohio et Grand Rapids, Michigan. 
En 1880, alors qu'il visite Los Angeles durant un voyage de Colorado Springs à San José, il entend Otto Clausen se plaindre du coût élevé de l'ameublement de sa maison dans le seul grand magasin de meubles de la ville au temps. Barker approché Clausen et, ensemble, ils fondent un magasin de meubles sur N. Spring Street près du Los Angeles Plaza, appelé Barker and Clausen.
À cette époque, Los Angeles est une ville de 11 183 habitants, mais entame une croissance phénoménale dépassant les 100000 en 1900 et plus d'un million vers 1925.
En 1883, Barker rachète les parts de Clausen et s'associe à WS Allen, formant Barker & Allen.  Le magasin déménage au Merced Theatre Building au 8-10 Main Street (numérotation d'avant 1890), également à côté du Los Angeles Plaza. Barker a racheté Allen la même année et la société est devenue OT Barker & Sons. 
Plus tard, le magasin déménage dans les rues 3rd & Spring au Stimson Building, le premier bâtiment à ossature métallique de Los Angeles, où leur loyer de 1 500 $ était dix fois supérieur à celui qu'ils avaient payé sur Main Street, signe de la croissance rapide de Los Angeles au temps.
Encore une fois, il déménage - le déménagement a été fait du jour au lendemain et largement rapporté - cette fois dans le bâtiment de sept étages Van Nuys au 716-738 S. Broadway, la zone qui est maintenant connue sous le nom de Historic Core, la partie de Broadway qui était la principale rue commerçante de Los Angeles de 1910 jusqu'à la Seconde Guerre mondiale.

### 1926: Chaîne de magasins
Le 25 janvier 1926, la société construit et emménage dans un bâtiment de onze étages au 818 W. 7th Street, s'étendant sur tout le côté sud des rues Flower à Figueroa, avec 23 acres (93 078 m2) de surface au sol. Un article de 1931 rapporte 1 444 employés (dont 432 femmes).

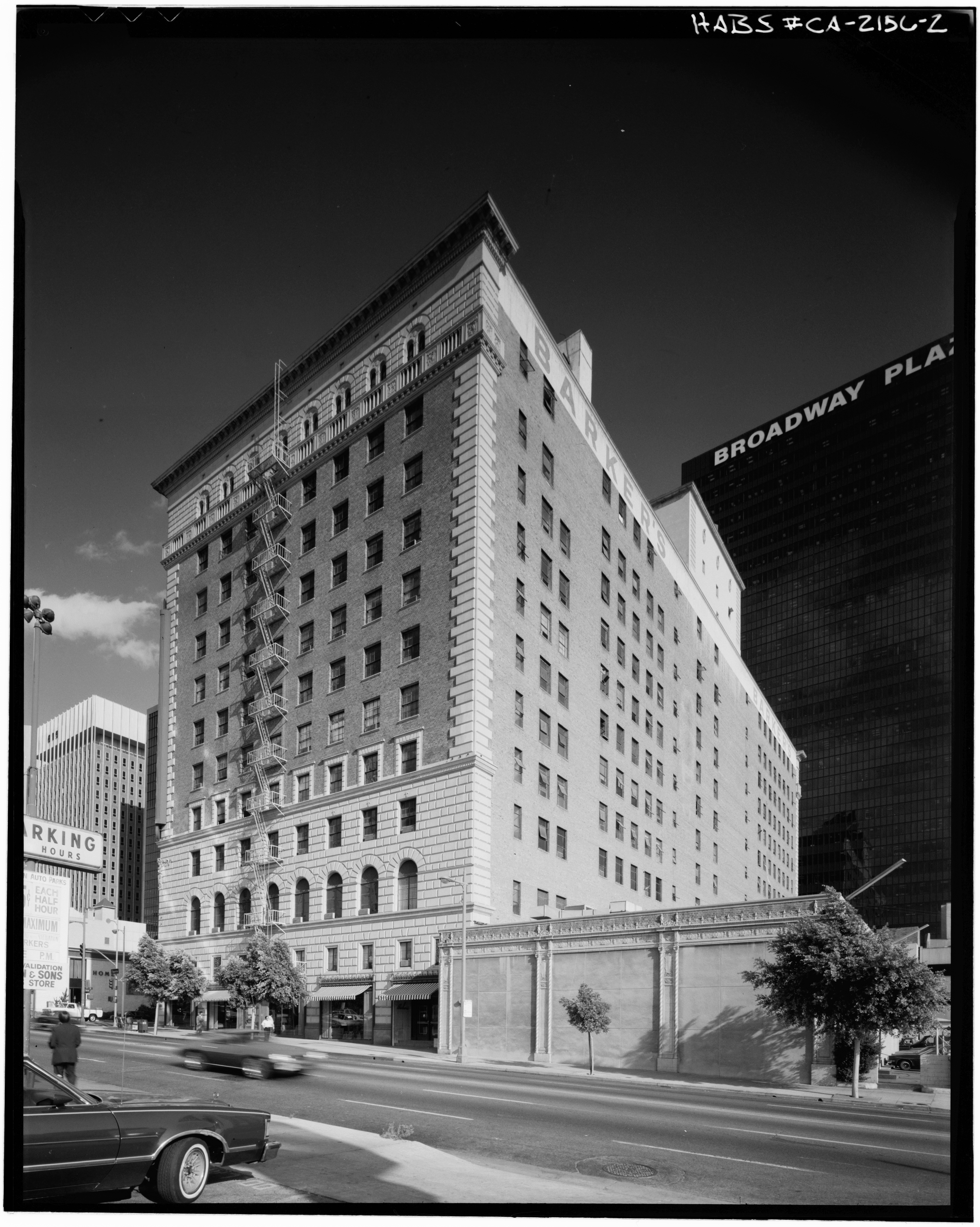
Vue du bâtiment phare de la 7e rue
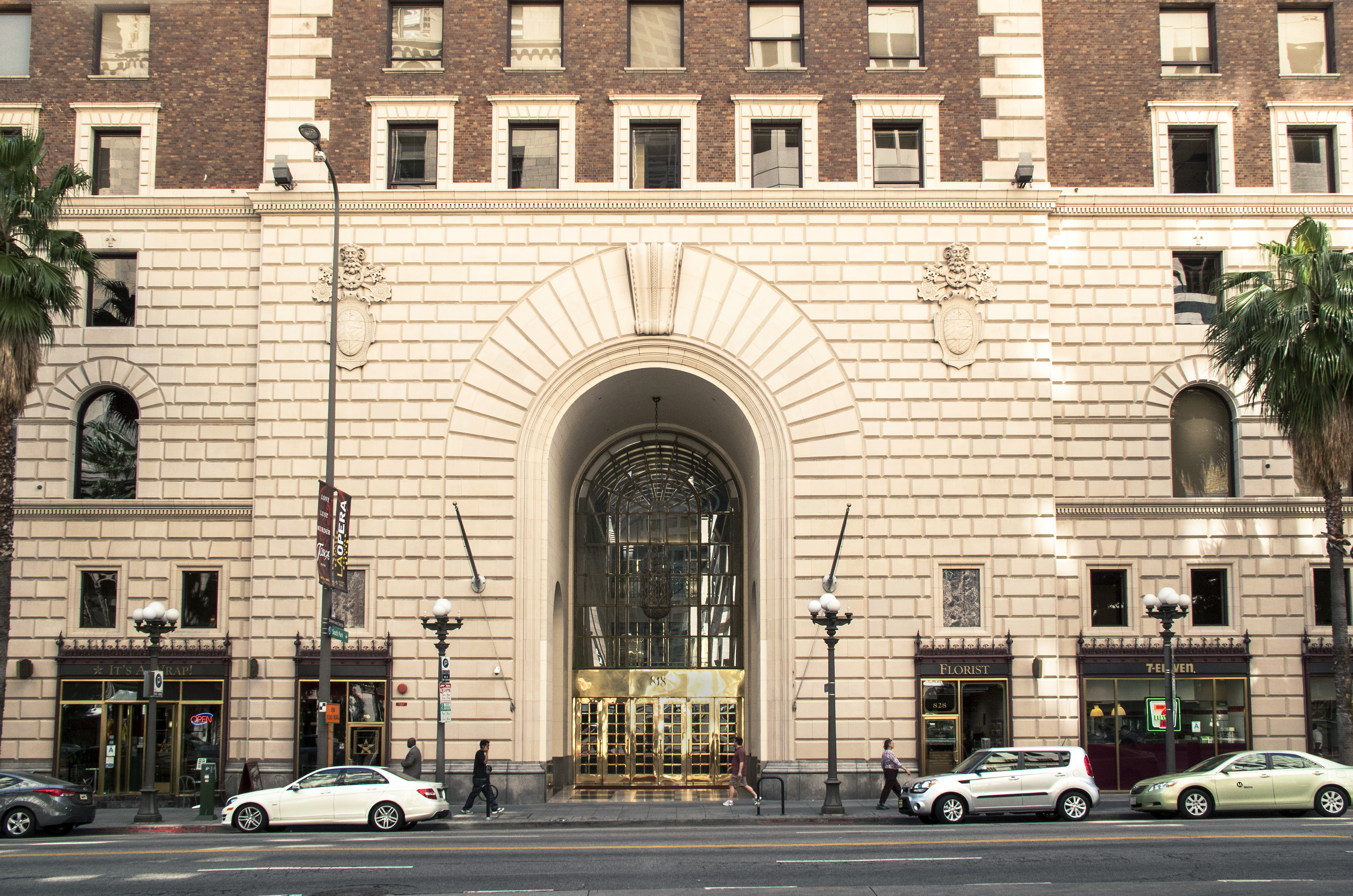
Entrée principale sur la 7e Rue

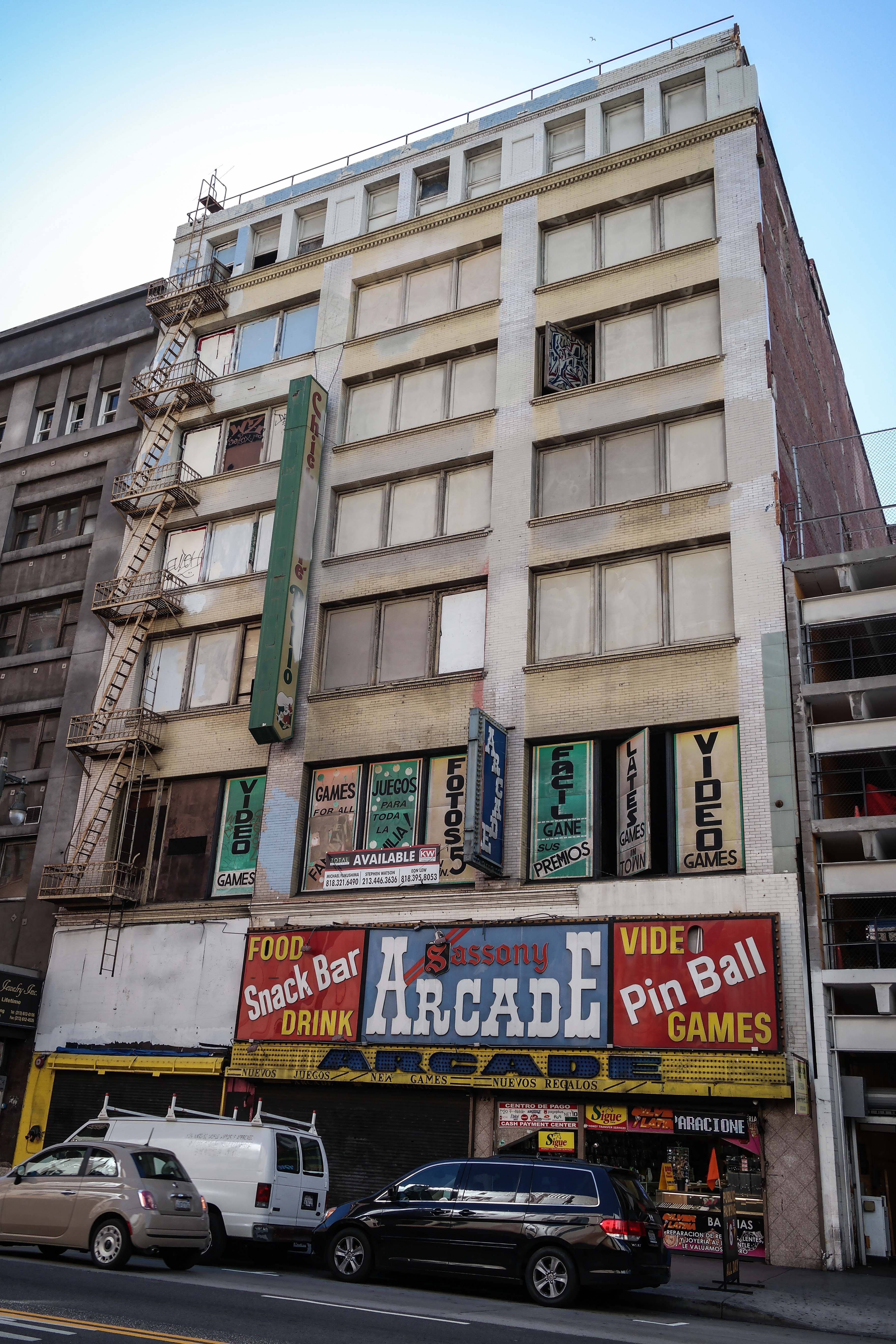
Emplacement de Barker Brothers à Broadway, 1910-1926, comme on le voit au début des années 2010

La société ouvre ensuite de nombreuses succursales dans le Grand Los Angeles et à Bakersfield : 
- Hollywood, en 1927 au 6834 Hollywood Boulevard a ouvert à côté du El Capitan Theatre[4],[5]
- Long Beach en 1929,
- Glendale,
- Inglewood,
- Huntington Park,
- Santa Monica,
- Alhambra,
- Pasadena,
- Crenshaw,
- Westwood,
- Pomona,
- Van Nuys,
- Burbank,
- Santa Ana,
- Whittier
- Bakersfield
- Beverly Hills, un magasin de décoration

En 1955, la société compte 15 succursales et réalise un chiffre d'affaires de 30 millions de dollars, dont les deux tiers provenant du phare du centre-ville. 
Le magasin phare du centre-ville ferme le 24 septembre 1984. Toutefois l'entreprise est achetée par Prisma Capital au travers d'un emprunt par effet de levier mais les dettes sont trop importantes, Barker Bros. a fait faillite et a fermé ses portes en 1992.